# Trio à cordes no 5 de Beethoven
Pour les articles homonymes, voir Trio à cordes (homonymie).

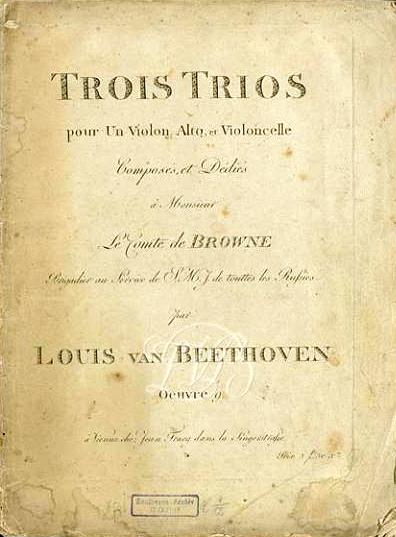
Trio à cordes no 5 de Beethoven

Le Trio à cordes no 5 en ut mineur opus 9 nº 3 est un trio pour violon, alto et violoncelle de Beethoven. Composé en 1796-98 et dédié au comte de Browne, il est publié chez Traëg.

## Analyse de l'œuvre
Le trio à cordes est en quatre mouvements :
1. Allegro con spirito
2. Adagio con espressione
3. Scherzo: Allegro molto vivace
4. Presto

- Durée d'exécution: vingt trois minutes

## Arrangement
Ferdinand Ries en a réalisé une transcription pour trio avec piano.